# Pothos
Pothos là một chi thực vật có hoa trong họ Ráy.
Các loài trong chi này là bản địa Trung Quốc, tiểu lục địa Ấn Độ, Australia, New Guinea, Đông Nam Á và một số đảo trên Thái Bình Dương và Ấn Độ Dương.

## Các loài
Chi này gồm các loài sau:
1. Pothos armatus C.E.C.Fisch. - Kerala
2. Pothos atropurpurascens M.Hotta - Borneo
3. Pothos barberianus Schott- Borneo, Malaysia, Sumatra
4. Pothos beccarianus Engl. - Borneo
5. Pothos brassii B.L.Burtt - Queensland
6. Pothos brevistylus Engl. - Borneo
7. Pothos brevivaginatus Alderw. - Sumatra
8. Pothos chinensis (Raf.) Merr.: Ráy leo Trung Quốc, cơm lênh Trung Quốc - Trung Quốc, Tây Tạng, Đài Loan, Nhật Bản, quần đảo Lưu Cầu, Đông Dương, Himalayas, Ấn Độ, Nepal, Bhutan
9. Pothos clavatus Engl. - New Guinea
10. Pothos crassipedunculatus Sivad. & N.Mohanan - Miền nam Ấn Độ
11. Pothos curtisii Hook.f. - Thái Lan, Malaysia, Sumatra
12. Pothos cuspidatus Alderw. - Miền tây New Guinea
13. Pothos cylindricus C.Presl - Sabah, Sulawesi, Philippines
14. Pothos dolichophyllus Merr. - Philippines
15. Pothos dzui P.C.Boyce: Ráy leo Gia Lai, ráy leo dư - Việt Nam
16. Pothos englerianus (Engl.) Alderw. - Sumatra
17. Pothos falcifolius Engl. & K.Krause - Maluku, New Guinea
18. Pothos gigantipes Buchet ex P.C.Boyce: Ráy leo thân to, ráy thân to, chân rết - Việt Nam, Campuchia
19. Pothos gracillimus Engl. & K.Krause - Papua New Guinea
20. Pothos grandis Buchet ex P.C.Boyce & V.D.Nguyen: Ráy leo lá bưởi, cơm lênh lá bưởi, dây cơm lênh, ráy to - Việt Nam
21. Pothos hellwigii Engl. - New Guinea, quần đảo Solomon, quần đảo Bismarck
22. Pothos hookeri Schott - Sri Lanka
23. Pothos inaequilaterus (C.Presl) Engl. - Philippines
24. Pothos insignis Engl. - Borneo, Palawan
25. Pothos junghuhnii de Vriese - Borneo, Java, Sumatra
26. Pothos keralensis A.G. Pandurangan & V.J. Nair - Kerala
27. Pothos kerrii Buchet ex P.C.Boyce: Ráy leo Kerr, ráy Kerr - Quảng Tây, Lào, Việt Nam
28. Pothos kingii Hook.f. - Thái Lan, Malaysia bán đảo
29. Pothos lancifolius Hook.f.: Ráy leo lá rách, ráy leo hình bút lông - Việt Nam, Malaysia bán đảo
30. Pothos laurifolius P.C.Boyce & A.Hay - Brunei
31. Pothos leptostachyus Schott - Thái Lan, Malaysia bán đảo, Borneo, Sumatra
32. Pothos longipes Schott - Queensland, New South Wales
33. Pothos longivaginatus Alderw. - Borneo
34. Pothos luzonensis (C.Presl) Schott - Luzon, Samar
35. Pothos macrocephalus Scort. ex Hook.f. - Quần đảo Nicobar, Thái Lan, Malaysia bán đảo, Sumatra
36. Pothos mirabilis Merr. - Sabah, Kalimantan Timur
37. Pothos motleyanus Schott - Kalimantan
38. Pothos oliganthus P.C.Boyce & A.Hay - Sarawak
39. Pothos ovatifolius Engl. - Malaysia bán đảo, Borneo, Sumatra, Philippines
40. Pothos oxyphyllus Miq. - Borneo, Sumatra, Java
41. Pothos papuanus Becc. ex Engl. - New Guinea, quần đảo Solomon
42. Pothos parvispadix Nicolson - Sri Lanka
43. Pothos philippinensis Engl. - Philippines
44. Pothos pilulifer Buchet ex P.C.Boyce: Ráy leo lọn, ráy leo tròn, ráy lọn - Vân Nam, Quảng Tây, Việt Nam
45. Pothos polystachyus Engl. & K.Krause - Papua New Guinea
46. Pothos remotiflorus Hook. - Sri Lanka
47. Pothos repens (Lour.) Druce: Ráy leo, ráy bò, cơm ninh - Quảng Đông, Quảng Tây, Hải Nam, Vân Nam, Lào, Việt Nam
48. Pothos reptans (G. Don) Link & Otto ex Steud.
49. Pothos roxburghii de Vriese
50. Pothos rubescens (G. Don) Link & Otto ex Steud.
51. Pothos salicifolius Ridl. ex Burkill & Holttum
52. Pothos scandens L.: Ráy leo lá hẹp, ráy leo, dây thằn lằn - Malaysia bán đảo, Việt Nam
53. Pothos tener (Roxb.) Wall. - Maluku, Sulawesi, New Guinea, quần đảo Solomon, quần đảo Bismarck, Vanuatu
54. Pothos thomsonianus Schott - Miền nam Ấn Độ
55. Pothos touranensis Gagnep.: Ráy leo Đà Nẵng, ráy Đà Nẵng, dây kim kinh - Việt Nam (miền trung)
56. Pothos versteegii Engl. - New Guinea
57. Pothos volans P.C.Boyce & A.Hay - Brunei, Sarawak
58. Pothos zippelii Schott - Maluku, New Guinea, quần đảo Solomon, quần đảo Bismarck

## Hình ảnh

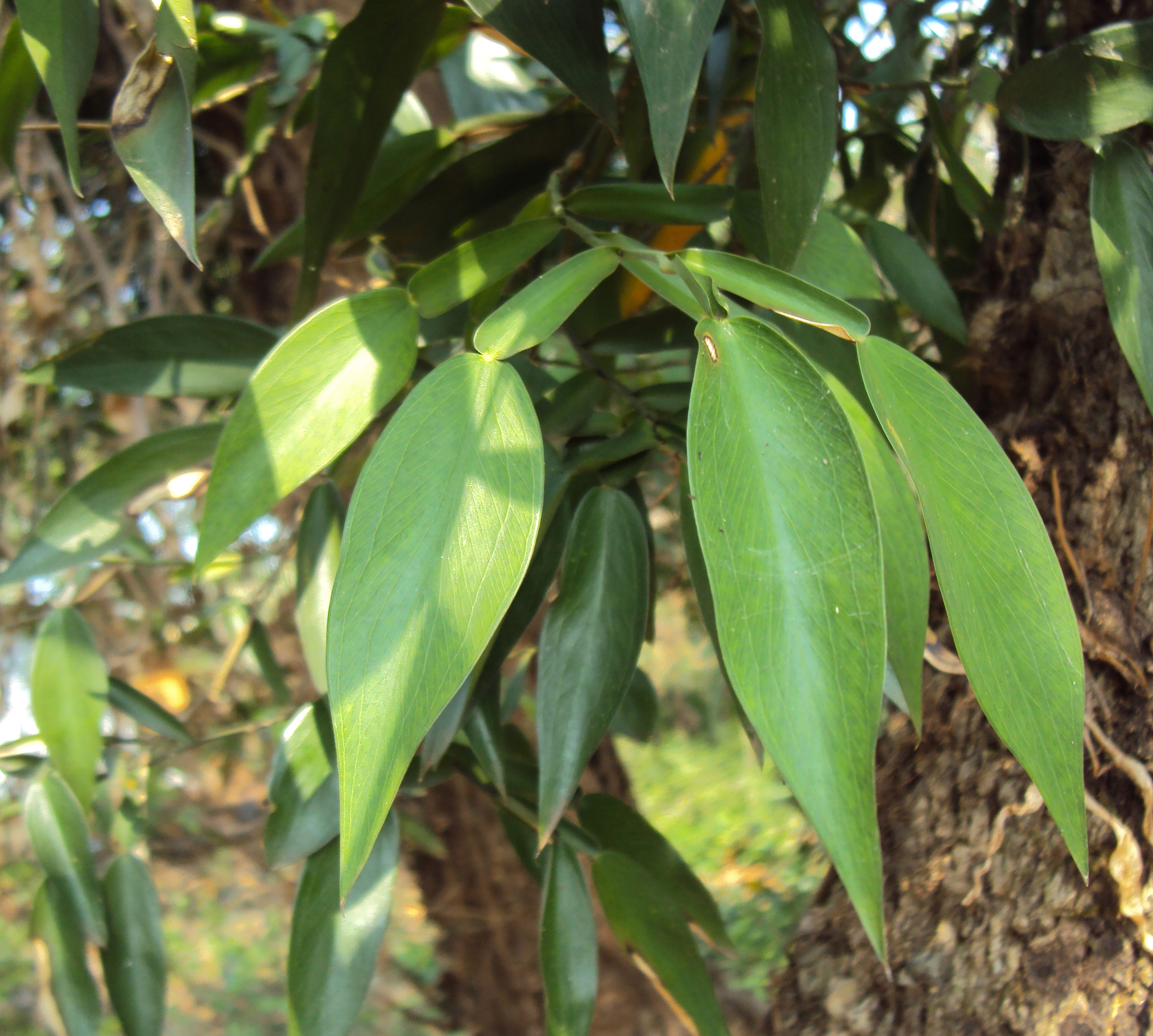
Pothos scandens.
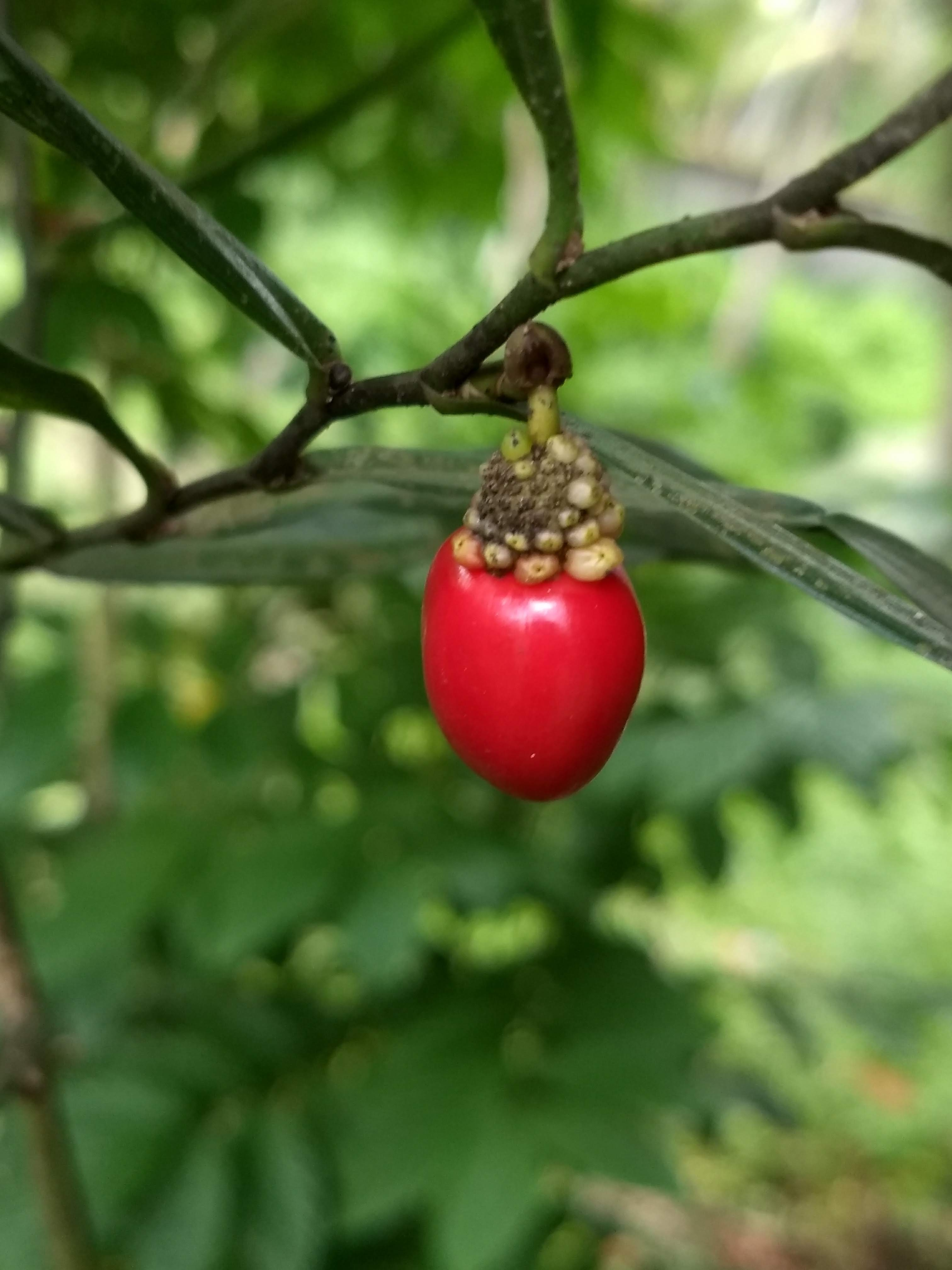
Quả của Pothos scandens.
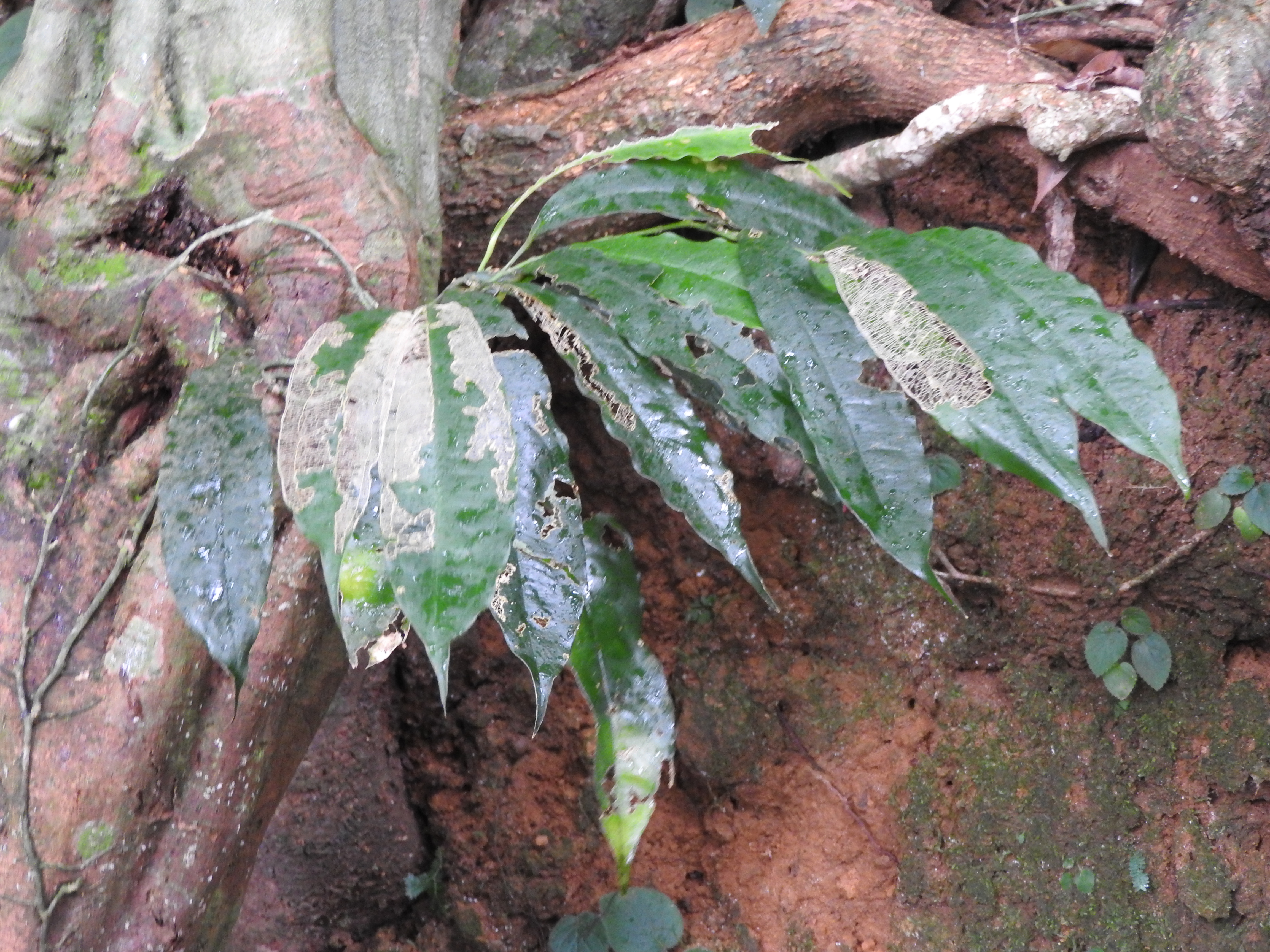
Pothos crassipedunculatus.
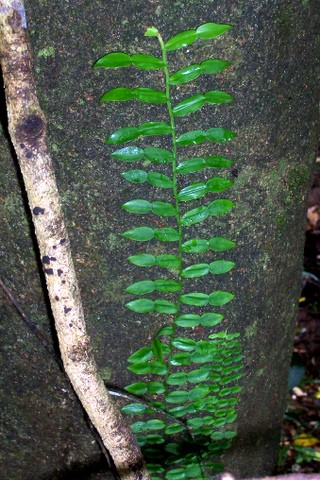
Pothos longipipes.
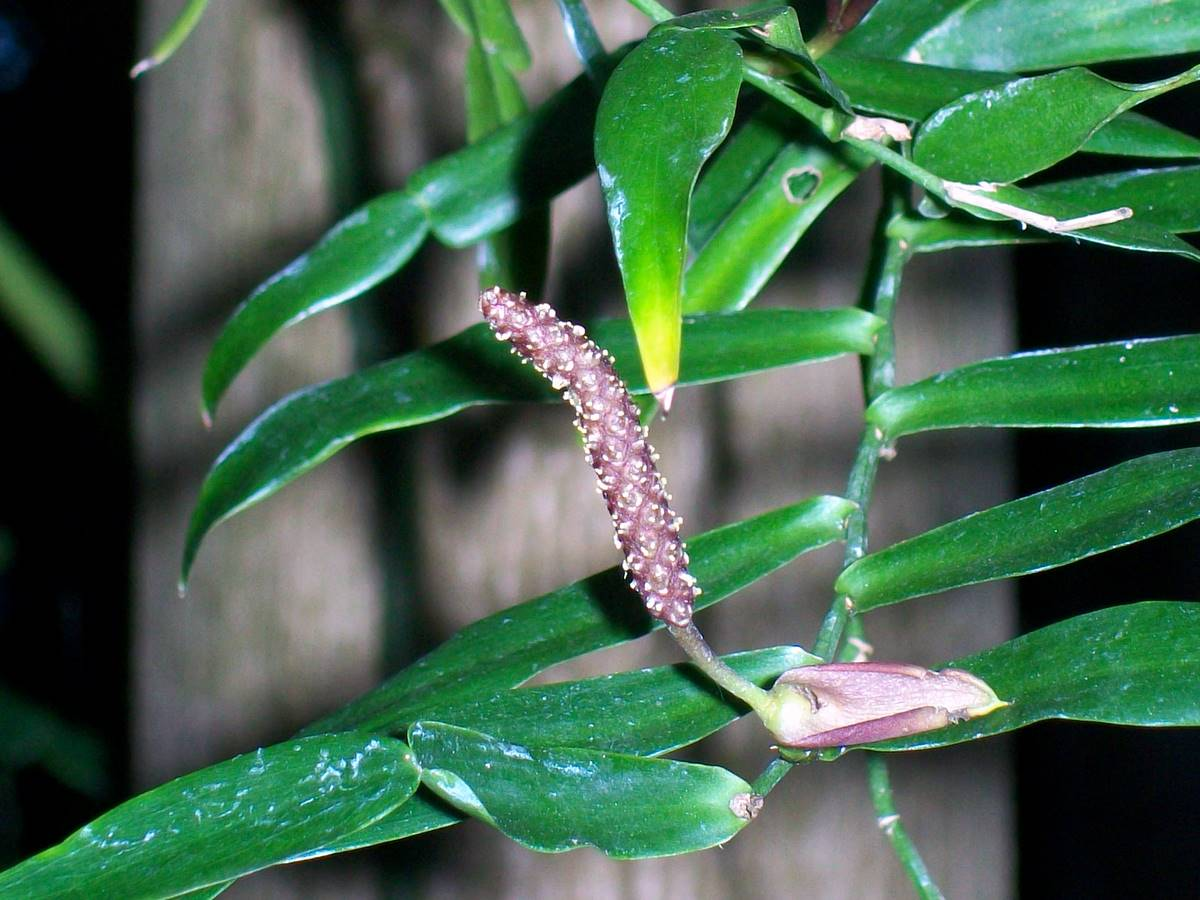
Pothos longipipes.